# Kabani
Kabani (arab. كباني) – wieś w Syrii, w muhafazie Latakia. W 2004 roku liczyła 902 mieszkańców.